# حصار بومبي الكبير للقدس
حصار بومبي الكبير للقدس هو الحصار الذي فرضه الإمبراطور الروماني بومبي الكبير على القدس في عام 63 قبل الميلاد خلال حملاته في الشرق بعدما طُلب منه التدخل في النزاع الذي تحول إلى حرب بين هيركانوس الثاني وأرسطوبولس الثاني حول وراثة عرش مملكة الحشمونيين. كان الملك بومبي الكبير قد حقق انتصارًا لتوه في الحرب الميثراداتسية الثالثة.

## الخلفية التاريخية
أغرقت وفاة ملكة الحشمونائيم سالومي ألكسندرا يهودا في حرب أهلية بين ابنيها هيركانوس وأريسطوبولس. بعد أن أطاح أريسطوبولس بأخيه الأكبر من العرش ومن الكهنوت الأعلى في القدس، فنصح أنتيباتر الأدومي هيركانوس بطلب مساعدة الملك حارثة الثالث ملك النبطية نظير أن يعده بتقديم تنازلات إقليمية له، فتعاون حارثة الثالث مع هيركانوس وأرسل له نحو 50.000 جندي، وحاصرت قواتهم المشتركة أريسطوبولس في القدس.
كان الملك بومبي الكبير قد خرج منتصرًا لتوه من الحرب الميثراداتسية الثالثة، وتفرغ لإنشاء مقاطعة سوريا وقضى عامي 64 و63 قبل الميلاد في إعادة القانون والنظام إلى المنطقة. دفعت الأحداث في يهودا إيميليوس سكوروس مندوب بومبي في دمشق، إلى الوصول إلى القدس، فحاول كلا طرفي النزاع التقرب من سكوروس إلا أن أريسطوبولس حسم أمره بدفع رشوة لسكوروس، فأمر سكوروس حارثة برفع حصاره عن المدينة. عندما انسحب الجيش النبطي باتجاه البتراء، انطلق أرسطوبولس في أعقابهم وهزم الأنباط في البردي.
ما إن وصل بومبي الكبير إلى دمشق في عام 63 قبل الميلاد، حتى قام كل من هيركانوس وأريسطوبولس بزيارته هناك، إلا أن بومبي أجل حل المشكلة وأبلغ الأطراف المتنازعة أنه سيحلها بمجرد وصوله بنفسه إلى يهودا. لم ينتظر أريسطوبولس قرار بومبي وغادر دمشق ليحمي نفسه بعيدًا عن حصنه في الإسكندرية. أثار ذلك غضب بومبي الذي زحف إلى يهودا بقواته على مرأى من أرسطوبولس. وعندما قاد أولوس جابينيوس قوة للاستيلاء على القدس، رفض أنصار أريسطوبولس السماح بدخول القوات الرومانية. وغضب بومبي من ذلك وأمر قواته بالقبض على أريسطوبولس واستعد لمحاصرة المدينة.

## الحصار
قام بومبي الكبير بمسح مدينة القدس فور وصوله إليها، ويذكر للمورخ يوسيفوس في كتابه "حروب اليهود" أن بومبي رأي أن الاسوار صلبة جدا بحيث يصعب التغلب عليها، وأن الوادي الذي أمام الأسوار مخيف، وأن المعبد الذي يقع داخل ذلك الوادي كان محاطًا بسور قوي جدًا لدرجة أنه إذا تم الاستيلاء على المدينة فسيكون هذا المعبد ملاذًا ثانيًا لتحصين العدو.
قام أنصار هيركانوس الثاني الذين لا زالوا موجودين في المدينة بفتح البوابة الواقعة في الجزء الشمالي الغربي من سور المدينة، وسمحوا للرومان بالدخول. سمح ذلك لبومبي بالسيطرة على المدينة العليا في القدس، بما فيها القصر الملكي، والتزم أنصار أرسطوبولس الأجزاء الشرقية من المدينة مثل جبل الهيكل ومدينة داود. عزز اليهود سيطرتهم من خلال تحطيم الجسر فوق وادي طيروبيون الذي يربط المدينة العليا بجبل الهيكل. عرض عليهم بومبي فرصة الاستسلام لكن رفضهم جعله يستمر في حصارهم بقوة فجعل بومبي قواته تبني جدار يلتف حول المناطق التي كانت تحت سيطرة اليهود. ثم نصب معسكره داخل السور الشمالي للمعبد حيث كان يسمح بالوصول إلى المعبد، وبالتالي كانت تحرسه القلعة المعروفة باسم قلعة باريس معززة بخندق. كما أقيم معسكر ثان في جنوب شرقي المعبد.
شرعت القوات في ملء الخندق الذي كان يحمي الجزء الشمالي من هيكل الهيكل وبناء سائرين، أحدهما بجوار قلعة باريس والآخر في الغرب. وسعى المدافعون من موقعهم المتفوق إلى عرقلة الجهود الرومانية. وعندما اكتملت السواتر، أقام بومبي أبراج حصار وجلب آلات الحصار ومقاذيف الضرب من مدينة صور. تحت حماية القاذفين الذين طردوا المدافعين من الجدران، وبدأوا بضرب الجدران المحيطة بالمعبد. تمكنت قوات بومبي أخيرًا من الإطاحة بأحد أبراج قلعة باريس بعد ثلاثة أشهر، وتمكنت من دخول منطقة المعبد من القلعة ومن الغرب. وكان أول من اخترق الجدار كان فاوستوس كورنيليوس سولا نجل الديكتاتور السابق وأحد كبار الضباط في جيش بومبي. تبعه اثنان يقودان مجموعة من مائة جندي هم فوريوس وفابيوس، حيث قاد كل منهما مجموعة وسرعان ما تغلب الرومان على اليهود المدافعين، حيث قُتل 12000 منهم، بينما قُتل عدد قليل فقط من جنود الرومان.
دخل بومبي إلى قدس الأقداس في الهيكل، والذي لم يكُن يُسمح إلا لرئيس الكهنة بالدخول إليه، وبالتالي دنسه، وفي اليوم التالي، أمر بتطهير الهيكل واستئناف طقوسه. ثم عاد بومبي إلى روما وأخذ أريسطوبولس معه في موكبه المنتصر.

## التداعيات
كان حصار واجتياح الملك بومبي الكبير للقدس بمثابة كارثة ألمت بمملكة الحشمونيون. أعاد بومبي هيركانوس الثاني إلى منصب رئيس الكهنة لكنه جرده من لقبه الملكي على الرغم من أن روما اعترفت به باعتباره ملكا عرقيًا في عام 47 قبل الميلاد. ظلت يهودا تتمتع بالحكم الذاتي ولكنها اضطرت لدفع الجزية وأصبحت معتمدة على الإدارة الرومانية في سوريا. كما تقطعت أوصال المملكة وأجبرت على التخلي عن السهل الساحلي، مما حرمها من الوصول إلى البحر الأبيض المتوسط، وكذلك أجزاء من إدوم والسامرة. مُنحت العديد من المدن الهلنستية حكمًا ذاتيًا لتشكيل حلف المدن العشرة تاركة الدولة تتضاءل إلى حد كبير.